# Symphonie no 5 de Sibelius
Pour les articles homonymes, voir Symphonie no 5.
La symphonie no 5 en mi bémol majeur, op. 82,  de Jean Sibelius a été écrite par le compositeur en 1914.

## Historique
Elle a été remaniée à deux reprises en 1916 puis en 1919. La première a eu lieu le 8 décembre 1915 à Helsinki sous la direction de Robert Kajanus au cours d'un concert donné pour le cinquantième anniversaire du compositeur. La partition a été écrite en même temps que furent esquissées ses dernières symphonies, soit la sixième et la septième.
Dans sa première version, la partition comprenait quatre mouvements:
1. Tempo moderato assai
2. Allegro commodo
3. Andante mosso
4. Allegro commodo.

Il n'existe que peu de documents sur la version intermédiaire. C'est en 1916 que les deux premiers mouvements sont fusionnés. La guerre d'indépendance finlandaise interrompt le processus créatif qui n'est repris que mi 1918. Cette dernière version est créée le 24 novembre 1919 sous la direction du compositeur. Le musicien retravaille alors essentiellement le premier et le dernier mouvement.
Cette symphonie, apparue lors d'une période historique particulièrement troublée, exprime cependant un certain optimisme devant une nature sauvage, comme l'attestent plusieurs passages de son journal intime.

## Structure
Elle comprend dans sa dernière version, trois mouvements. Le premier, comportant quatre parties, est presque une symphonie en elle-même, cette solution ayant été évoquée par le compositeur lui-même.
- Tempo molto moderato – Largamente – Allegro moderato – Presto
- Andante mosso, quasi allegretto
- Allegro molto – Misterioso – Un pochettino largamente – Largamente assai.

Durée : environ 30 minutes

## Orchestration
| Instrumentation de la Symphonie n° 5                                 |
| Bois                                                                 |
| 2 flûtes, 2 hautbois, 2 clarinettes, 2 bassons                       |
| Cuivres                                                              |
| 4 cors, 3 trompettes, 3 trombones                                    |
| Percussions                                                          |
| timbales                                                             |
| Cordes                                                               |
| premiers violons, seconds violons, altos, violoncelles, contrebasses |

## Enregistrements
Le premier enregistrement a été fait en 1932 par l'orchestre symphonique de Londres sous la direction de Robert Kajanus.
Seuls, les enregistrements primés sont cités ci-dessous :
- Hallé Orchestra sous la direction de John Barbirolli ;
- Orchestre de chambre d'Europe sous la direction de Paavo Berglund (1996) ;
- Orchestre philharmonique de Vienne sous la direction de Leonard Bernstein (1987) ;
- Orchestre philharmonique de Berlin sous la direction d'Herbert von Karajan (1976) ;
- Konzerthausorchester Berlin sous la direction de Kurt Sanderling (1971) ;
- Orchestre symphonique de Lahti sous la direction d'Osmo Vänskä.
- Oslo Philharmonic Orchestra, dir. Klaus Mäkelä: intégrale des symphonies du maître nordique. Cette édition comprend les 7 symphonies du compositeur, y compris le poème symphonique Tapiola (Sibelius) et les fragments de la huitième symphonie 'perdue'. 2022, Decca.